# 開元產業信託
開元產業投資信託基金（港交所除牌前：1275.HK）是一家在香港上市的房地產信託基金，由開元酒店集團分拆而成。全球第一隻中國內地的酒店REIT。

## 歷史
2013年6月，開元產業信託於香港進行公開招股，發售4.69億個基金單位，招股價為3.5元至4.2港元，集資最多19.74億元。上市時，開元產業信託持有五間酒店，括4家五星级酒店和1家四星级酒店，分別位於杭州、寧波、長春及浙江。開元產業信託有優先權向母公司開元酒店集團收購兩間分別位於徐州及開封的酒店。

因招股反應欠佳，開元產業信託需要把發售單位減至1.93億個單位，及以發售範圍的下限3.5港元定價，集資額減至6.75億港元。但縮減發行後，公開認購率仍然不足，只有58.4%。
2014年7月，開元產業信託以7億元人民幣收購上海松江開元名都大酒店。

2015年7月，開元產業信託以3.8億元人民幣收購位於開封的一間酒店。

2017年3月，開元產業信託以8億元人民幣出售上海松江開元名都大酒店。
2016年7月，開元產業信託以2570萬歐元收購位於荷蘭埃因霍温的荷蘭開元假日酒店。

2019年9月，開元產業信託以3975萬歐元出售荷蘭開元假日酒店。
2021年，開元產業信託宣布私有化，以總代價約19.21億元向浩豐出售所有業務後並除牌。

## 旗下酒店
- 杭州開元名都大酒店
- 浙江開元蕭山賓館
- 杭州千島湖開元度假村
- 寧波開元名都大酒店
- 長春開元名都大酒店
- 開封開元名都大酒店

## 已出售酒店
- 上海松江開元名都大酒店
- 荷蘭開元假日酒店－埃因霍溫

## 外部連結
- 開元產業投資信託基金 （页面存档备份，存于）
- 開元產業投資信託基金招股章程 （页面存档备份，存于）